# Methansulfonamid
Methansulfonamid ist eine chemische Verbindung und der einfachste Vertreter aus der Stoffgruppe der Sulfonsäureamide.

## Darstellung und Synthese
Die Darstellung von Methansulfonamid erfolgt durch Umsetzung von Methansulfonylchlorid mit Ammoniak. Alternativ erhält man die Verbindung durch Umsetzung des Magnesiumsalzes der Methansulfonsäure mit Hydroxylamin-O-sulfonsäure bzw. durch die Reduktion (hier: Staudinger-Reaktion) von Methansulfonylazid mit Triphenylphosphin in Methanol.

## Eigenschaften
Aus einer Lösung von Methansulfonamid in Heptan erhält man Einkristalle der Verbindung als halbtransparente, weiße Täfelchen. Die Röntgenstrukturanalyse ergibt einen O-S-O-Valenzwinkel von 119°, der deutlich von dem Tetraederwinkel von 109,47° abweicht. Die Länge der Schwefel-Stickstoff-Bindung ist mit 161 Picometer deutlich kürzer als bei einer typischen Einfachbindung (173 Picometer) und entspricht der verkürzten Bindungslänge bei anderen Sulfonamiden. Ursache ist vermutlich die Donor-Akzeptor-Wechselwirkung des freien Elektronenpaars der Aminogruppe mit den 3d-Orbitalen des Schwefelatoms.

## Verwendung
Ausgehend von Methansulfonamid können verschiedene Reagentien für chemische Synthesen hergestellt werden. Beispielsweise erhält man aus Methansulfonamid 1, p-Toluolsulfonsäure 2 und 1,1-Dimethoxy-2-(methylthio)ethan 3 das N-(2-Methylthio-1-p-toluolsufonylethyl)methansulfonamid 4, eine Schlüsselverbindung bei der Synthese von symmetrisch substituierten Porphyrinen.
Bei der Sharpless-Dihydroxylierung, der Oxidation von Olefinen mit Kaliumhexacyanidoferrat(III) und Osmium(VIII)-oxid zu cis-vicinalen Diolen, wirkt Methansulfonamid im abschließenden Hydrolyseschritt bei der Protonierung der Osmium-Zwischenstufe als Katalysator.